# Guamirim (distrito)
Guamirim é um distrito do município brasileiro de Irati, no estado do Paraná.
O Distrito de Guamirim compreende as localidades de Guamirim, Rio Corrente I e II, Rio Preto I e II, Guaçatunga, Água Clara, Cerro do Leão, Pirapó, Boa Vista do Pirapó, Empossados, Barra do Gavião, Governador Ribas, Faxinal dos Ferreiras, Taquari, Coloninha do Guamirim, Campina de Guamirim, Água Quente, Arroio Grande, Rio Corrente dos Cabral, e Rio Corrente dos Pedroso.

O distrito de GUAMIRIM foi criado em 1904, com o nome de BOM RETIRO. A lei n.º 716, sancionada MUNICÍPIO DE IRATI diz:Os distritos do Irati, Bom Retiro e Imbituvinha ficam desmembrados de IMBITUVA e elevados a categoria de município, com sede no povoado Irati, que fica também elevado à villa.
BOM RETIRO passou a denominar-se GUAMIRIM em 1944, através de lei federal, com a finalidade de evitar, no país, localidades com o mesmo nome.